# Tendring, Essex
Tendring är en by och en civil parish i distriktet Tendring i  grevskapet Essex i England. Orten har 679 invånare (2001). Byn nämndes i Domedagsboken (Domesday Book) år 1086, och kallades då Tenderinge/Tenderinga.
Det ligger i den sydöstra delen av landet, 90 km öster om huvudstaden London.
Terrängen i Tendring är platt.
Klimatet i området är tempererat. Årsmedeltemperaturen i trakten är 9 °C. Den varmaste månaden är juli, då medeltemperaturen är 18 °C, och den kallaste är januari, med 1 °C.